# Amynodontopsis
Amynodontopsis és un gènere extint de mamífers perissodàctils de la família dels aminodòntids que visqueren durant l'Eocè, fa entre 37,2 i 41,3 milions d'anys. Se n'han trobat restes fòssils als Estats Units, Hongria, Mèxic, Romania i la Xina. Sorgiren a Àsia i des d'allí passaren a Nord-amèrica. Són el tàxon germà de Cadurcotherium, del qual es diferencien pel fet de presentar tres dents incisives a cada rengle de dents. Probablement tenien una probòscide ben desenvolupada.